# Between Riverside and Crazy
Between Riverside and Crazy è un'opera teatrale del drammaturgo statunitense Stephen Adly Guirgis. Messo in scena dall'Atlantic Theater Company di New York per la prima volta il 31 luglio 2014, il dramma ha vinto il Premio Pulitzer per la drammaturgia. La produzione originale era diretta da Austin Pendleton.

## Trama
Walter "Pops" Washington è un poliziotto newyorkese in pensione; sua moglie è morta e suo figlio, Walter Jr, è appena uscito di prigione.